# 特林達迪島

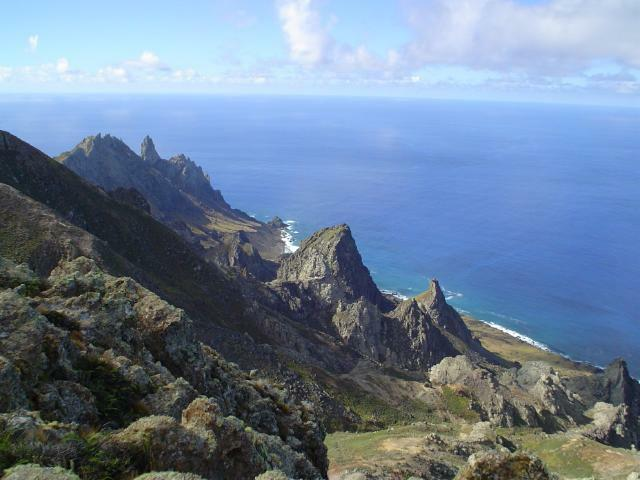
特林达迪岛

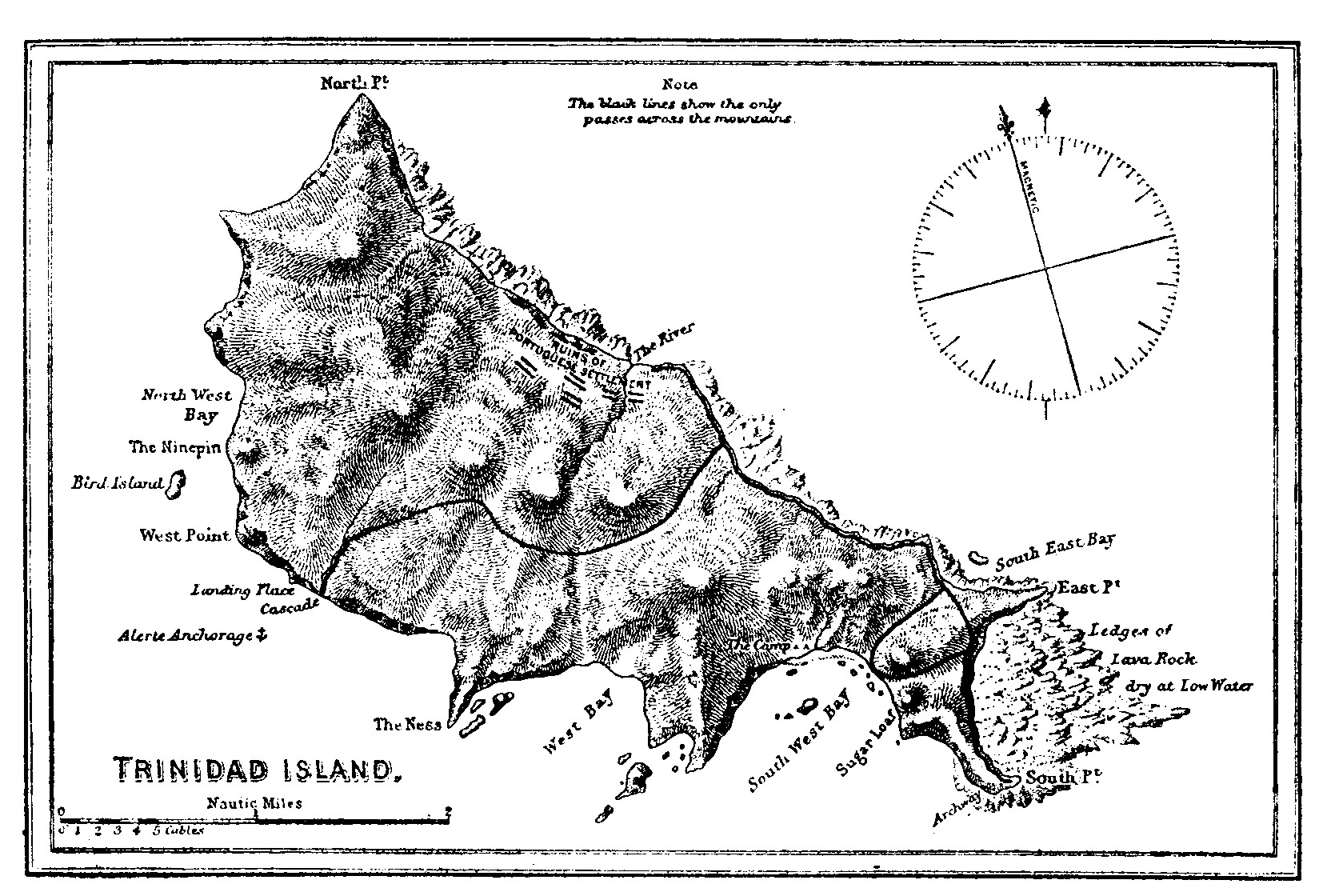
特林达迪岛地图

特林達迪島（葡萄牙語：Trindade）是巴西的一个火山島，位於南大西洋海域，距離南美洲沿岸約1,150公里，屬於特林達迪和馬丁瓦斯群島的一部分，面積10.3平方公里，最高點海拔高度600米。

## 外部連結
- Private Seite mit Bildern von Trindade[永久] (portugiesisch)